# Major League Baseball 2K12
Major League Baseball 2K12, eller MLB 2K12, är ett Major League Baseball-licensierat baseball simuleringsdatorspel som publicerades av 2K Sports, som släpptes för PlayStation 2, PlayStation 3, PlayStation Portable, Microsoft Windows, Nintendo DS, Wii och Xbox 360 den 6 mars 2012. Kommentaren levereras av trio av Steve Phillips, Gary Thorne och John Kruk. Justin Verlander från Detroit Tigers är spelets idrottsutövare. 